# PSA World Tour Finals 2023/24
Die PSA World Tour Finals 2023/24 der Herren fanden vom 18. bis 22. Juni 2024 in Bellevue, Washington, in den Vereinigten Staaten statt. Die 29. Austragung des Saisonabschlussturniers war Teil der PSA World Tour 2023/24 und mit 200.000 US-Dollar dotiert. Parallel fand das Saisonabschlussturnier der Damen statt.
Titelverteidiger war Mostafa Asal, der erneut das Finale erreichte. In diesem traf er auf Ali Farag, der beim Stand von 11:5 und 5:2 von der verletzungsbedingten Aufgabe Asals profitierte und damit erstmals das Turnier gewann.

## Qualifikation und Modus
Die Gewinner aller Turniere der Kategorie PSA World Tour Platinum der Saison 2023/24 waren direkt qualifiziert. Alle Plätze, die durch mehrfache Titelträger übrig blieben, gingen an den nächsten Spieler in der Punkterangliste. Direkt qualifiziert war außerdem der amtierende Weltmeister, in diesem Jahr Diego Elías. Qualifizierte Spieler sind fett markiert.
| #  | Spieler            | Punkte | Turniere | Platinum-Siege |
| -- | ------------------ | ------ | -------- | -------------- |
| 1  | Ali Farag          | 26.250 | 13       | 5              |
| 2  | Paul Coll          | 18.340 | 14       | 2              |
| 3  | Mostafa Asal       | 17.435 | 14       | 1              |
| 4  | Diego Elías        | 16.705 | 13       |                |
| 5  | Karim Abdel Gawad  | 10.930 | 15       |                |
| 6  | Mazen Hesham       | 10.670 | 14       |                |
| 7  | Tarek Momen        | 9.785  | 15       |                |
| 8  | Mohamed Elshorbagy | 9.455  | 14       |                |
| 09 | Joel Makin         | 8.635  | 13       |                |
| 10 | Marwan Elshorbagy  | 7.897  | 16       |                |
| 11 | Youssef Soliman    | 7.310  | 16       |                |
| 12 | Victor Crouin      | 6.735  | 15       |                |
| 13 | Youssef Ibrahim    | 5.665  | 15       |                |
| 14 | Eain Yow Ng        | 5.662  | 15       |                |
| 15 | Aly Abou Eleinen   | 5.245  | 14       |                |
| 16 | Greg Lobban        | 4.782  | 14       |                |

Die Vorrunde wurde in zwei Gruppen mit je vier Spielern im Best-of-three-Format ausgetragen. Für einen 2:0-Sieg wurden vier Punkte, für einen 2:1-Sieg drei Punkte und für eine 1:2-Niederlage ein Punkt vergeben. Bei Punktgleichheit entschied der direkte Vergleich. Waren drei oder mehr Spieler am Ende punktgleich, zählte das Verhältnis der gewonnenen Einzelpunkte. Die Gruppensieger und -zweiten zogen ins Halbfinale ein, das ebenfalls im Best-of-three-Format gespielt wurde. Das Finale wurde über drei Gewinnsätze ausgetragen. Zudem wurde wie im Vorjahr in allen Begegnungen statt wie üblich, beim Stand von 10:10 einen Tie-Break mit Zwei-Punkte-Abstand zu spielen, ein sogenannter Sudden Death gespielt. Die Partie endete mit dem nächsten erzielten Punkt.

## Preisgelder und Weltranglistenpunkte
Bei dem Turnier wurden die folgenden Preisgelder und Weltranglistenpunkte für das Erreichen der jeweiligen Runde ausgezahlt bzw. gutgeschrieben. Die Beträge sind nicht kumulativ zu verstehen. Das Gesamtpreisgeld betrug 200.000 US-Dollar.
| Runde          | Preisgeld |
| -------------- | --------- |
| Sieg           | 57.000 $  |
| Finale         | 38.000 $  |
| Halbfinale     | 23.750 $  |
| Gruppendritter | 14.250 $  |
| Gruppenvierter | 9.500 $   |

| Runde                 | Punkte   |
| --------------------- | -------- |
| Sieg                  | + 1000 1 |
| Finale                | + 550    |
| Halbfinale            | + 200    |
| Gruppenphase pro Sieg | + 150    |

 1 Blieb der Gewinner ungeschlagen, erhielt er einen Bonus von zusätzlichen 150 Punkten.

## Finalrunde

### Gruppenphase

#### Gruppe A

##### Tabelle
| Pos. | Setzliste | Spieler            | Spiele | Sätze | EP    | Punkte |
| ---- | --------- | ------------------ | ------ | ----- | ----- | ------ |
| 1    | 1         | Ali Farag          | 3:0    | 6:0   | 66:25 | 12     |
| 2    | 3         | Mostafa Asal       | 2:1    | 4:3   | 70:51 | 7      |
| 3    | 5         | Karim Abdel Gawad  | 1:2    | 3:5   | 61:79 | 4      |
| 4    | 8         | Mohamed Elshorbagy | 0:3    | 1:6   | 35:75 | 1      |

##### Ergebnisse
| Spieler           | Spieler            | Ergebnis          |
| ----------------- | ------------------ | ----------------- |
| Ali Farag         | Karim Abdel Gawad  | 11:7, 11:2        |
| Mostafa Asal      | Mohamed Elshorbagy | 11:6, 11:4        |
| Ali Farag         | Mostafa Asal       | 11:10, 11:6       |
| Karim Abdel Gawad | Mohamed Elshorbagy | 9:11, 11:6, 11:8  |
| Ali Farag         | Mohamed Elshorbagy | kampflos          |
| Mostafa Asal      | Karim Abdel Gawad  | 11:7, 10:11, 11:3 |

#### Gruppe B

##### Tabelle
| Pos. | Setzliste | Spieler      | Spiele | Sätze | EP    | Punkte |
| ---- | --------- | ------------ | ------ | ----- | ----- | ------ |
| 1    | 7         | Tarek Momen  | 2:1    | 5:2   | 70:52 | 9      |
| 2    | 2         | Paul Coll    | 2:1    | 4:2   | 53:50 | 8      |
| 3    | 6         | Mazen Hesham | 2:1    | 4:3   | 65:48 | 7      |
| 4    | 4         | Diego Elías  | 0:3    | 0:6   | 28:66 | 0      |

##### Ergebnisse
| Spieler      | Spieler      | Ergebnis          |
| ------------ | ------------ | ----------------- |
| Diego Elías  | Tarek Momen  | 7:11, 4:11        |
| Paul Coll    | Mazen Hesham | 11:9, 11:2        |
| Mazen Hesham | Tarek Momen  | 10:11, 11:6, 11:9 |
| Paul Coll    | Diego Elías  | 11:8, 11:9        |
| Diego Elías  | Mazen Hesham | kampflos          |
| Paul Coll    | Tarek Momen  | 6:11, 3:11        |

### Halbfinale
| Spieler      | Spieler     | Ergebnis    |
| ------------ | ----------- | ----------- |
| Paul Coll    | Ali Farag   | 10:11, 6:11 |
| Mostafa Asal | Tarek Momen | 11:3, 11:5  |

### Finale
| Spieler   | Spieler      | Ergebnis          |
| --------- | ------------ | ----------------- |
| Ali Farag | Mostafa Asal | 11:5, 5:2 Aufgabe |